# Busseola
Busseola is een geslacht van vlinders van de familie Uilen (Noctuidae).

## Soorten
- B. convexilimba Strand, 1912
- B. fusca (Fuller, 1901)
- B. fuscantis Hampson, 1918
- B. hirsuta Boursin, 1954
- B. longistriga Draudt, 1950
- B. mesophaea Hampson, 1914
- B. microsticta Hampson, 1894
- B. obliquifascia (Hampson, 1909)
- B. pallidicosta (Hampson, 1902)
- B. phaia Bowden, 1956
- B. praepallens Hampson, 1910
- B. quadrata Bowden, 1956
- B. rufidorsata Hampson, 1914
- B. sacchariphaga Fletcher T. B., 1928
- B. segeta Bowden, 1956
- B. submarginalis Hampson, 1891